# Bright Future
Bright Future (アカルイミライ,Akarui Mirai), es una película Japonesa dirigida por Kiyoshi Kurosawa con Tadanobu Asano y Joe Odagiri. Fue estrenada en el Festival de Cannes de 2003.

## Trama
Yuji Nimura (Odagiri) y Mamoru Arita (Asano) son dos trabajadores de las fábricas que están constantemente irritado por su jefe, Fujiwara (Takashi Sasano). Un día Mamoru confía su 
JellyFish, que ha sido aclimatarse al agua dulce, para Nimura. El desequilibrado mental Nimura va a la casa de Fujiwara una noche con la intención de causarle daño, solo para encontrar que Mamoru ha hecho ya. Mamoru es declarado culpable del asesinato, pero se suicida en el corredor de la muerte, dejando Nimura un mensaje privado que decía "sigue adelante".
El padre divorciado de Mamoru, Shinichiro, toma Nimura pulg Nimura ayuda con las empresas de salvamento Shinichiro electrónica, pero sigue siendo una bala perdida. Se da cuenta de que en última instancia, deben aprender a lidiar con su lugar en el mundo, con sus responsabilidades y sus pérdidas, y con la diferencia entre el brillante futuro (Bright Future) que él soñó y la cruda realidad que se encuentra.
Mamoru escapa de su tanque y se reproduce en los desagües de la ciudad (posiblemente por fisión binaria, ya que sólo hay una). Nimura empieza a trabajar en la oficina de su hermana y se encuentra con una pandilla de jóvenes en el Che Guevara T-shirts. Él ayuda a la ganancia de grupo después de horas de acceso a la oficina, pero todos excepto Nimura son capturados por la policía. Nimura y Shinichiro encontrarse una nube enorme de medusas que se dirigían hacia el mar, uno de los cuales (supuestamente) Mamoru picaduras Shinichiro y le hace inconsciente. La banda de los jóvenes, ahora liberado de la custodia de la policía, se preguntan qué fue de Nimura y caminar sin rumbo por la calle.

## Reparto
- Jô Odagiri	 ...	Yûji Nimura
- Tadanobu Asano ...	Mamoru Arita
- Tatsuya Fuji	 ...	Shin'ichirô Arita
- Takashi Sasano ...	Mr. Fujiwara
- Marumi Shiraishi...	Mrs. Fujiwara
- Hanawa	 ...	Ken Takagi
- Hideyuki Kasahara...	Shin
- Ryo Kase	 ...	Fuyuki Arita
- Miyako Kawahara
- Chiaki Kominami	 ...	Kaori Fujiwara
- Ken'ichi Matsuyama	 ...	Jun
- Yoshiyuki Morishita	 ...	Mori
- Sayuri Oyamada	 ...	Miho Nimura
- Ryô	 ...	Lawyer
- Sakichi Satô	 ...	Manager of Recycle Shop
- Tetsu Sawaki	 ...	Kei

## Estreno
| Bandera                     | País (s)        | Estreno                                            | Nombre en Otros Países         |
| --------------------------- | --------------- | -------------------------------------------------- | ------------------------------ |
| Bandera de Japón            | Japón           | 18 de enero del 2003                               | Akarui mirai (Título Original) |
| Bandera de Francia          | Francia         | 20 de mayo del 2003/3 de diciembre del 2003        | Jellyfish                      |
| Bandera de Canadá           | Canadá          | 6 de septiembre del 2003/29 de septiembre del 2003 | Bright Future                  |
| Bandera de Estados Unidos   | Estados Unidos  | Octubre de 2003                                    | Bright Future                  |
| Bandera de los Países Bajos | Países Bajos    | 27 de enero del 2004                               |                                |
| Bandera de Francia          | Francia         | 5 de mayo del 2004                                 |                                |
| Bandera de Grecia           | Grecia          | 21 de noviembre del 2004                           |                                |
| Bandera de República Checa  | República Checa | 5 de abril del 2005                                |                                |